# Evangelische Kirche (Wirmighausen)

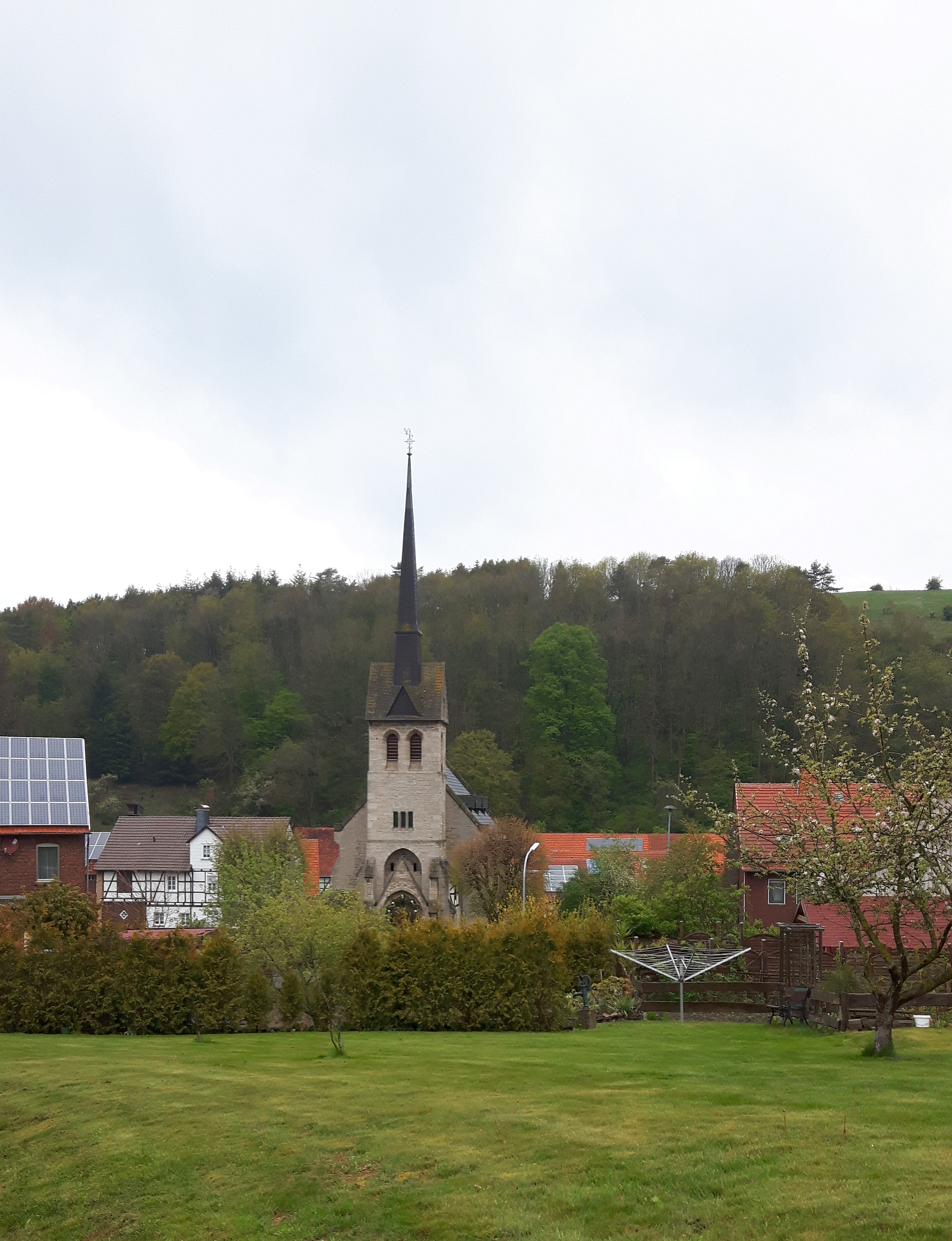
Evangelische Kirche in Wirmighausen

Die Evangelische Kirche Wirmighausen ist ein denkmalgeschütztes Kirchengebäude in Wirmighausen, einem Ortsteil der Gemeinde Diemelsee im Landkreis Waldeck-Frankenberg in Hessen. Sie gehört zur Kirchengemeinde Diemelsee im Kirchenkreis Twiste-Eisenberg der Evangelischen Kirche von Kurhessen-Waldeck.

## Beschreibung
Die neugotische Saalkirche aus Backsteinen wurde 1906–08 nach Plänen des damaligen Landesbaumeisters Wilhelm Müller in Nord-Süd-Richtung erbaut. Im Süden des Kirchenschiffs mit drei Jochen steht der querrechteckige Kirchturm, im Norden der eingezogene querrechteckige Chor. Die Wände werden von Strebepfeilern gestützt. Aus dem Satteldach des Kirchturms erhebt sich ein quadratischer Dachreiter, auf dem ein hoher spitzer Helm sitzt. 
Beim Kreuzgratgewölbe sind die Gurtbögen und die Schildbögen aus Backstein. Die Ausmalung wurde 2006/07 nach historischem Vorbild wiederhergestellt. Die holzsichtige bauzeitliche Kirchenausstattung ist komplett erhalten. Vom Vorgängerbau wurde die um 1600 gebaute Kanzel übernommen. 
Die historische Orgel, die Eduard Vogt 1908 gebaut hatte, wurde nach denkmalpflegerischen Gesichtspunkten restauriert. Ihre Disposition ist mit neun Registern besetzt, die sich auf ein Manual und ein Pedal verteilen.